# Ulica Kardynała Stefana Wyszyńskiego we Wrocławiu
Ulica Kardynała Stefana Wyszyńskiego – jedna z głównych ulic Wrocławia, długości ok. 1,9 km, łącząca znajdujący się na skraju dzielnicy Starego Miasta (ściślej: na skraju jego części zwanej Nowym Miastem) most Pokoju z mostami Warszawskimi na peryferyjnych Karłowicach.
Jej początkowy odcinek przebiega na gruntach zajmowanych do czasu rozbiórki fortyfikacji miejskich (po 1808) na wschód od Ostrowa Tumskiego, toteż wytyczony został dopiero w wieku XIX. Był to pierwotnie krótki łącznik pomiędzy ulicami Hlonda i Benedyktyńską a Sienkiewicza (obok cmentarza św. Wojciecha utworzonego w latach 30. XIX wieku, którego teren w 1933 włączono do Ogrodu Botanicznego). Odcinek ten nosił nazwę Adalbertstraße (ul. Wojciecha). Około 1874 wydłużono ją na południe (w kierunku Starego Miasta) aż do nowo powstającego mostu – Lessingbrücke (dziś most Pokoju).
Przy tworzeniu kolejnych planów urbanistycznych w latach 90. XIX w. zaplanowano arterię przecinającą Ołbin i całe Przedmieście Piaskowe prowadzącą na północ w kierunku mostów Warszawskich, przy czym zrealizowano najpierw (w 1901) odcinek od ulicy Nowowiejskiej do zbiegu z Matthiasstraße (dzisiejsza ul. Jedności Narodowej) przy mostach Warszawskich; ulica ta nazwana została Neue Adalbertstraße (Nowa Ulica Wojciecha). W 1904 przy skrzyżowaniu Lehmdamm (Prusa) i Bockstraße (ul. Rozbrat) wybudowano gmach Królewskiej Szkoły Rzemiosł Budowlanych i Wyższej Szkoły Budowy Maszyn (Königliche Bau-Gewerk-Schule und Maschinen-Bau-Schule, dziś mieści się tam Wydział Architektury Politechniki Wrocławskiej), w związku z czym odstąpiono od przedłużania Rozbrat na północ, jak to nakreślono na mapie Brunna z 1891 i około 1907-1909 zdecydowano o przedłużeniu Adalbertstraße o kolejne trzysta metrów (od Sienkiewicza do Prusa).
Odcinek ulicy, dziś biegnący pomiędzy kościołem św. Michała Archanioła a Waschteich Park (po 1945 nazwanym Parkiem Nowowiejskim, dziś noszącym nazwę Parku Stanisława Tołpy), wytyczony został dopiero w 1936. Teren, po którym w tej okolicy dziś przebiega ulica Wyszyńskiego, wcześniej stanowił zakole Odry połączone z systemem fos i fortyfikacji miejskich i po ich likwidacji w 1808 przez cały XIX wiek znajdowały się tu stawy (od dwóch do czterech; ich kształt, rozmiary i liczba zmieniały się na przestrzeni stulecia) służące okolicznym mieszkańcom do prania odzieży; wraz z rozwojem miasta stawy te zasypywano i po 1909 pozostał z nich już tylko jeden, dziś stanowiący ozdobę Parku Nowowiejskiego. Odcinek ulicy Wyszyńskiego przebiegający tędy wciąż pozostaje niezabudowany.
Wytyczany etapami w latach 1808–1936 przebieg ulicy utrzymuje się do dzisiaj bez zmian. Kamienice, znajdujące się do końca II wojny światowej wzdłuż południowego odcinka Adalbertstraße uległy w 1945 w znacznym stopniu zniszczeniu i po wojnie zostały częściowo zastąpione budownictwem plombowym i wielkopłytowym. W 1945 ulicy nadano nazwę Świętego Wojciecha, nawiązującą do niemieckiej nazwy przedwojennej; w 1948 patronem ulicy został działacz przedwojennej KPP, Józef Wieczorek, a w 1992 – prymas Polski, kardynał Stefan Wyszyński.
Przedwojenne budownictwo przy tej ulicy zachowało się jedynie na północ od ulicy Benedyktyńskiej, przy czym najstarszą kamienicą był budynek przy Wyszyńskiego nr 35, zaprojektowany w 1863; kamienicę tę jednak, wraz z trzema sąsiednimi (nr 37, 39, 41), zburzono w roku 2005 w związku z poszerzeniem ulicy Wyszyńskiego i przebudową skrzyżowania z ulicą Sienkiewicza.
Od Mostu Pokoju do ul. Sienkiewicza ulicą przebiega dwutorowa linia tramwajowa z odgałęzieniem w ul. Szczytnicką.